# Kasteel van Gijzegem

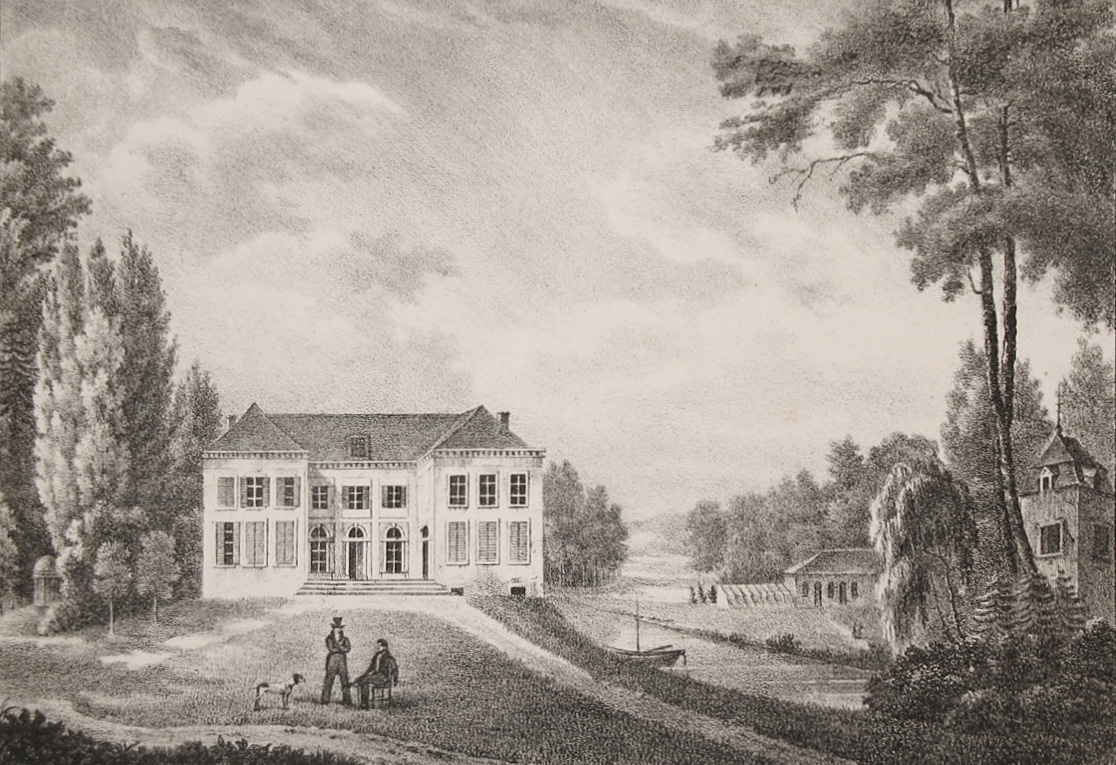
Het 17e-eeuwse kasteel

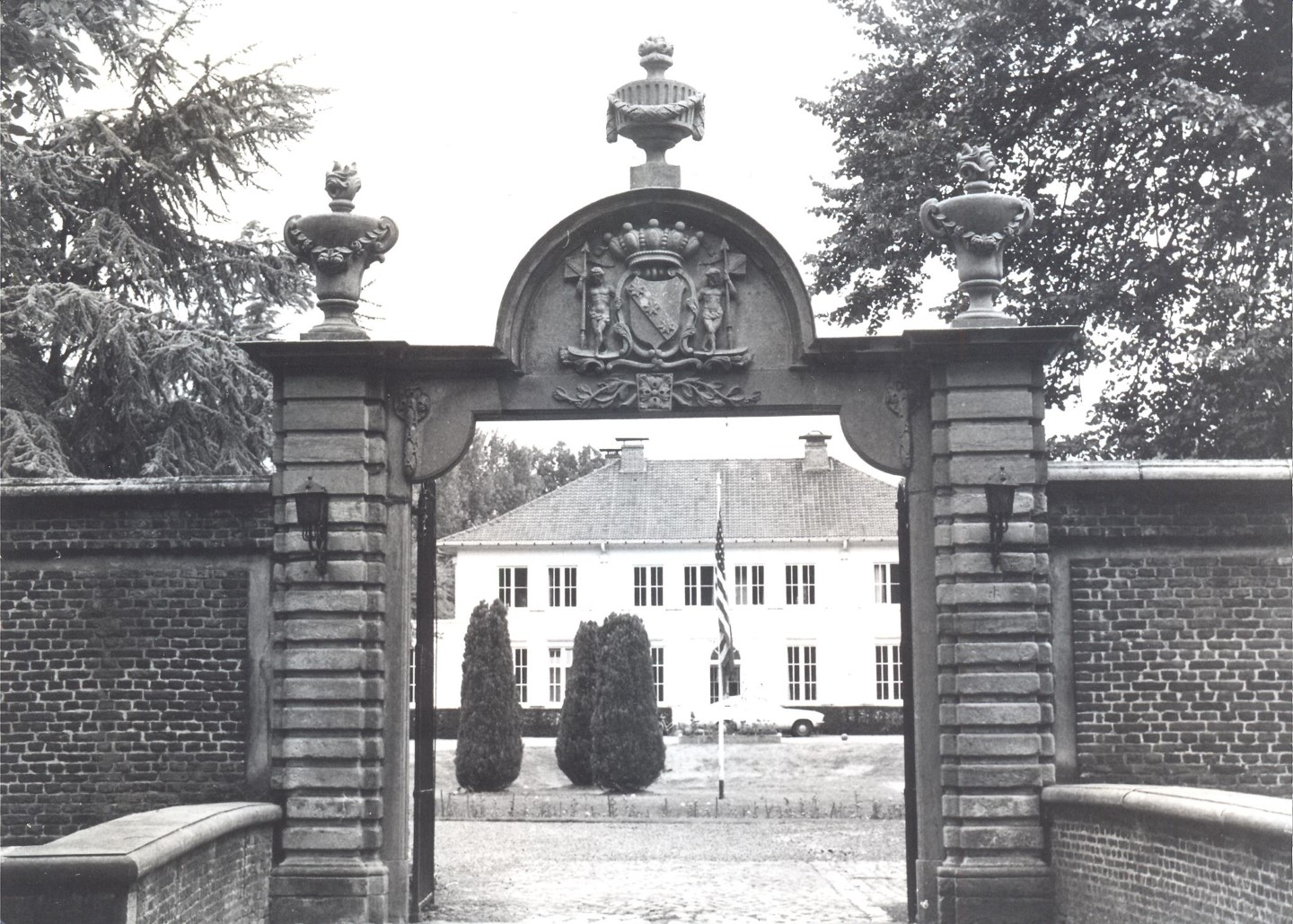
Toegangspoort

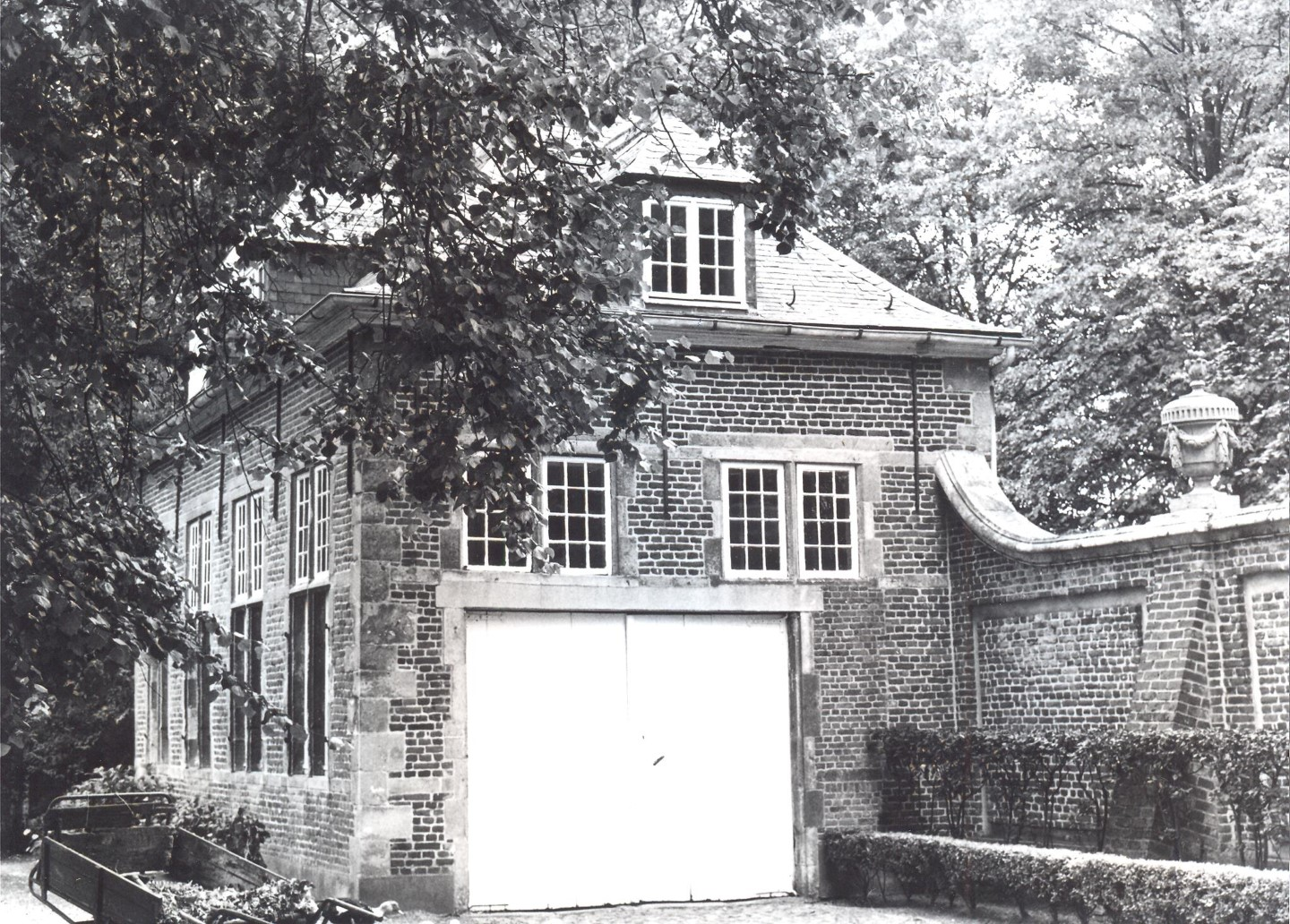
Poortpaviljoen

Het kasteel van Gijzegem is een voormalig kasteel in de tot de Oost-Vlaamse gemeente Aalst behorende plaats Gijzegem, gelegen aan de Dokter De Cockstraat 1-3.

## Geschiedenis
Het kasteel werd voor het eerst vermeld in 1209. Het was de zetel van de heren van Gijzegem en Mespelare. In 1648 werd het verwoest door de troepen van Lodewijk XIV. Hiervan is slechts een kleine heuvel en een gedempte gracht overgebleven.
Ten zuiden hiervan stond een ander kasteel dat in 1660-1670 werd gebouwd in opdracht van Alexander Goubeau. Dit bezat een 18e-eeuwse oranjerie en een duiventoren van 1791. Het werd echter in 1954 gesloopt en op de grondvesten werd een grote villa gebouwd.

## Domein
Wat bleef was de rechthoekige omgrachting, naar binnen uitgestulpt tot een vijver. Bij de ingang zijn nog twee 17e-eeuwse paviljoens aanwezig. Ook is er nog de toegangspoort. Ook het 17e-eeuwse neerhof, een pachthoeve aan Dokter De Cockstraat 1, is nog aanwezig.